# Devolved
Devolved ist eine australische Technical-Death-Metal-Band aus Gold Coast, die im Jahr 1998 gegründet wurde. Die Band hat ihren Sitz seit dem Jahr 2005 in Los Angeles.

## Geschichte
Die Band wurde im Jahr 1998 vom Schlagzeuger John Sankey gegründet. Zusammen mit dem lokalen Gitarristen Brett Noordin schrieb er an den ersten Liedern. Kurz darauf kamen der Bassist und Sänger Joel Graham und der Gitarrist Mark Walpole zur Besetzung. Im Folgejahr nahm die Band das Demo Truth auf. Zudem hielt die Gruppe ihre ersten Auftritte ab. Da ein Konzertbesucher durch die in der Bühnenshow eingesetzten Stroboskoplichter einen epileptischen Anfall erlitt, war die Band dazu gezwungen, einen Warnhinweis auf allem Promomaterial und auf alle Veröffentlichungen anzubringen. Im Jahr 2000 begab sich die Gruppe ins Studio, um ihr Debütalbum Technologies aufzunehmen. Vor den Aufnahmen war Nik Carpenter als Sänger zur Band gekommen. Das Album erschien im Jahr 2001. Danach verließ der Bassist Joel Graham die Besetzung und wurde zunächst durch Leighton Kearns und dann durch Wayde Dunn ersetzt. Um das Album zu bewerben, hielt die Gruppe diverse Touren ab und spielte dabei unter anderem zusammen mit Strapping Young Lad und Machine Head. Danach begab sich die Gruppe erneut ins Studio, um die EP Automation 001 aufzunehmen, die aus zwei neuen Liedern, sowie Live-Songs und interaktivem Bonusmaterial bestand. Nach der Veröffentlichung im Jahr 2002, folgten Auftritte in Großbritannien und anderen Teilen Europas, wobei Devolved dabei zusammen mit Bands wie Opeth, Arch Enemy und Candlemass spielte. Aufgrund von Heimweh flog Sänger Nik Carpenter während der Tour zurück nach Australien, ohne der Gruppe vorher Bescheid zu geben, wodurch der Band für die letzten Auftritte ein Sänger fehlte. Hierfür übernahm der Gitarrist Brett Noordin zusätzlich den Gesang. Nach der Rückkehr in Australien, spielte die Band zusammen mit Fear Factory und ging mit der japanischen Band Suns Owl auf Tour durch Australien. Bei den Fear-Factory-Auftritten lernte Sankey deren Gitarristen Dino Cazares kennen. Beide freundeten sich schnell an, woraufhin sie sich entschieden, in die USA zu fliegen und an einem neuen Projekt namens Divine Heresy zu arbeiten.
Sankey verbrachte einen Großteil des Jahres 2003 in Los Angeles, ehe er nach Australien zurückkehrte und zusammen mit Noordin an neuem Material schrieb. Zudem erreichte die Band einen Vertrag für den Vertrieb bei Sony Records. Für die Aufnahmen zum neuen Album kam Nik Carpenter wieder kurzzeitig zur Band. Gitarrist Jason Lacey ersetzte Mark Walpole, während Patrick Brown hinzukam, der für das Einstreuen von Samples zuständig war. Das Album Calculated erschien im Jahr 2004 in Australien. Der Veröffentlichung folgten Auftritte in ganz Australien. Im Jahr 2005 erschien das Album Roadrunner United, ein All-Star-Album, das das 25-jährige Bestehen des Labels Roadrunner Records feierte, worauf das Lied No Mas Control enthalten war, das von Sankey und Dino Cazares geschrieben worden war. Zudem entschied sich die Gruppe ihren Sitz in die USA zu verlegen. Dies hatte zur Folge, dass alle Mitglieder bis auf Sankey und Noordin die Band verließen. Daraufhin kam Leighton Kearns als Bassist zur Band zurück, während Brett Carpio die Gitarre spielte. Danach folgten Auftritte in diversen Clubs in Südkalifornien, während sich die Besetzung um Sankey und Noordin erneut mehrfach veränderte, ehe sich mit dem Sänger Kyle Zemanek, dem Bassisten Hal Berkstresser und dem Sampler Tony Sabatino feste Mitglieder fanden. Sankey arbeitete zudem weiter an Divine Heresy und spielte zudem auch als Session- und Live-Schlagzeuger für Prong, All That Remains und Daughters of Mara. Danach unterzeichnete Devolved einen Vertrag bei Unique Leader Records, worüber Calculated am 19. Januar 2010 wiederveröffentlicht wurde, wobei die Gesangsspuren vom neuen Sänger Kyle Zemanek neu eingesungen wurden. Der Tonträger wurde von Neil Kernon neu abgemischt und von Alan Douches neu gemastert. Zudem hielt die Band Auftritte in vielen Teilen der USA ab. Nach der Rückkehr nach Los Angeles, schrieben Sankey und Cazares an neuen Liedern für Fear Factory. Danach schrieb Devolved an neuem Material, wobei dieses Mal neben Sankey und Noordin auch Zemanek und Berkstresser am Schreibprozess beteiligt waren.
Die Veröffentlichung des Albums erfolgte im Jahr 2011 unter dem Namen Oblivion bei Unique Leader Records. Danach entschied sich Sankey von der Band eine Auszeit zu nehmen. Brett Noordin entschloss sich dazu, zurück nach Australien zu ziehen, während Sankey an einem neuen Thrash-Metal-Projekt namens Throne of Ashes arbeitete. Zudem schrieb er zusammen mit Cazares an dem neuen Fear-Factory-Album The Industrialist. Danach beschloss Sankey, Devolved ohne die weiteren Mitglieder fortzuführen und begann alleine mit dem Schreiben von Material für ein neues Album. Nachdem er den Gesang und das Schlagzeug aufgenommen hatte, kontaktierte er den Gitarristen Mark Hawkins aus Florida, der bereits auf Oblivion ein Solo beigesteuert hatte. Hawkins nahm die verbleibenden Gitarren- und Bassspuren auf. Als Gastmusiker waren zudem Tony Campos, (Soulfly, Prong, Ministry, Asesino, Static-X) und Francesco Artusato (All Shall Perish) zu hören. Danach kam der Throne-of-Ashes-Sänger Mark Haggblad hinzu, der die letzten Gesangsaufnahmen einspielte. Das Album erschien Ende 2012 bei Unique Leader Records unter dem Namen Reprisal. Im März 2013 verkündete Sankey die Gründung der Supergroup Devil You Know.

## Stil
Laut Brian Fischer-Giffin in seinem Buch Encyclopedia of Australian Heavy Metal spiele die Band Technical Death Metal, vergleichbar mit den frühen Werken von Fear Factory und Meshuggah. Auf Technologies seien Start-Stopp-Stakkato-Riffs angereichert durch elektronische Einflüsse und ein anspruchsvolles Schlagzeugspiel zu hören. Laut Martin Wickler vom Metal Hammer könne man die Musik auf Technologies vor allem dem Death Metal zuordnen, wobei auch leichte Industrial-Metal, vor allem bewirkt durch die Samples, zu hören seien. Die Lieder seien meist sehr schnell, was vor allem stark durch einen häufigen Doublebass bewirkt werden würde. Den Gesang empfand Wickler als monoton.

## Diskografie
- 1999: Truth (Demo, Eigenveröffentlichung)
- 2001: Technologies (Album, Casket Music)
- 2002: Automation 001 (EP, Eigenveröffentlichung)
- 2004: Calculated (Album, Modern Music)
- 2011: Oblivion (Album, Unique Leader Records)
- 2012: Reprisal (Album, Unique Leader Records)